# Bloqueo de Madre de Dios
El bloqueo de Madre de Dios fue el bloqueo terrestre impuesto por manifestantes contrarios al gobierno de Dina Boluarte desde inicios de enero de 2023, luego de entablarse nuevas protestas por el comité unificado. El bloqueo tuvo como principal consecuencia el desabastecimiento y aislamiento de la capital de dicha región, Puerto Maldonado.
Se reportó que la situación de la metrópoli era grave, debido a su condición de pobreza, donde se presentó saqueos y enfrentamientos, los pocos bolsones de la Policía Nacional del Perú que quedaron dentro de la ciudad se vieron desbordados. El mismo gobernador de la región, Luis Otsuka Salazar, sufrió ataques al no apoyar a los manifestantes. El gobierno peruano envió ayuda humanitaria a la región mediante vía área.
El 11 de enero el gobierno de la presidente Dina Boluarte realizó una operación en conjunto de la Policía Nacional del Perú y el Ejército del Perú que se desarrolló desde el distrito de Laberinto hasta las afueras de Puerto Maldonado para liberar las vías terrestres. El levantamiento del bloqueo no hizo que los precios de los productos de primera necesidad se normalicen a los que tenían antes del bloqueo.

## Bloqueo

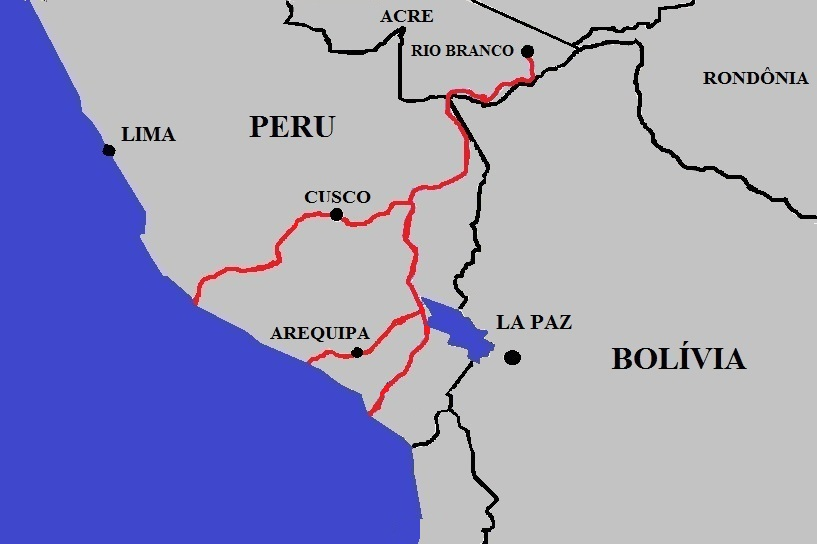
La Ruta interoceánica Brasil-Perú que pasa por Madre de Dios.

La principal conexión vial es la interoceánica que va hacia el departamento del Cuzco y que tiene su punto relevante en el distrito de Laberinto dentro de la provincia de Tambopata.
El 12 de enero de 2023, el mencionado distrito fue tomado mediante un paro convocado ese mismo día, por lo que Puerto Maldonado y el resto del país perdieron conexión terrestre. Paralelamente la ciudad de Puerto Maldonado fue tomada por cientos de mineros ilegales cometiendo múltiples abusos como la colocación de cables invisibles en las calles y el ataque a la vivienda del congresista Eduardo Salhuana, en respuesta a un enfrentamiento con los manifestantes que marchan por la paz que dejó 3 heridos, el día anterior. Las autoridades y fuerzas policiales locales atinaron a no hacer nada, por no contar con órdenes de sus superiores.

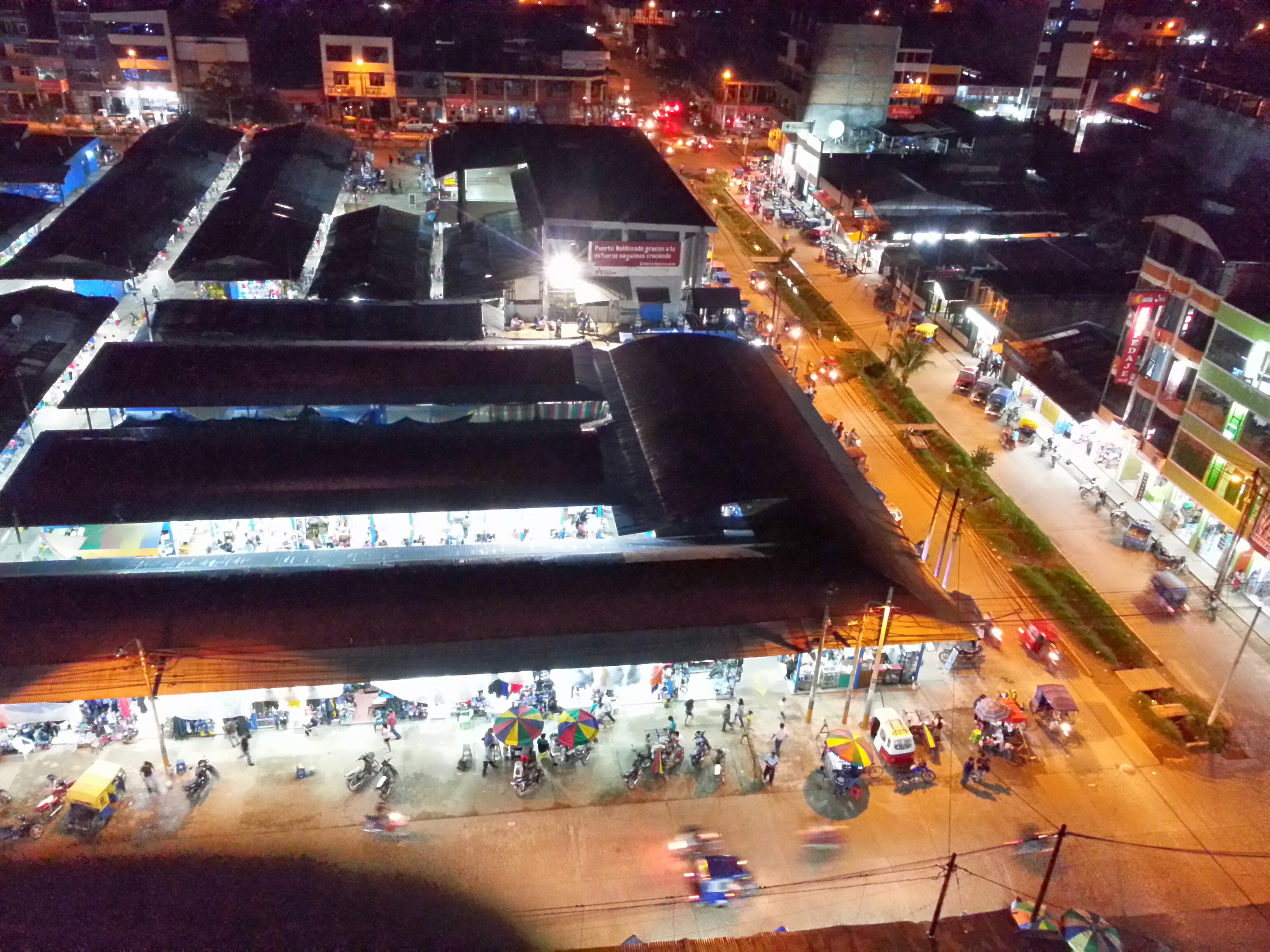
La ciudad de Puerto Maldonado.

El dirigente Elvis Vilca Vilcapaza fue el principal instigador del paro del 12 de enero, pero al no obtener su propósito se desentendió del bloqueo, y viajó al otro lado del país para sumarse a la toma de Lima del 19 de enero del mismo año. Sin líderes visibles, los manifestantes decidieron continuar con el bloqueo de la carretera. El 18 de enero Vilca Vilcapaza reapareció para anunciar que «a partir de hoy, las medidas ya no serán de mi responsabilidad» y mencionó que la situación se salió de control, además de acusar a las manifestaciones de la Marcha por la Paz de tener la culpa de la escalada de tensiones al contratar personas extranjeras (en referencia a inmigrantes venezolanos) para usarlos como fuerza de choque, lo que ocasionó que los manifestantes radicalicen su postura.
El mismo 12 de enero el gobernador Luis Otsuka Salazar acudió con la «marcha por la paz» a Laberinto para intentar desbloquear el tramo, desarrollándose enfrentamientos entre ambos bandos, los asediadores informaron a Convoca que en la marcha, Otsuka y el gobierno regional «contrataron venezolanos, que fueron con palos con clavos y atacaron a los compañeros». Para el 19 de enero los manifestantes se negaban a levantar el bloqueo si es que Dina Boluarte no renunciaba a la presidencia de la República y se convocaba a una Asamblea Constituyente.
El 5 de febrero, mediante un diálogo, los manifestantes levantaron por una hora el bloqueo, que fue aprovechado para que cisternas con 50.000 combustibles entren a la región. Los conductores de cisternas advirtieron que tuvieron que pagar cupos de 250, 300 y 500 soles por vehículos para poder pasar sin inconvenientes.
Para el 28 de enero, El Comercio informó que Brussi Elwis Apaza Vilcapaza era el nuevo dirigente de comité de lucha que dirigía el bloqueo, Apaza estaría siendo financiado por la minería ilegal e impuso un régimen de peajes contra las personas y vehículos que necesitaban pasar.

## Desabastecimiento e impacto económico

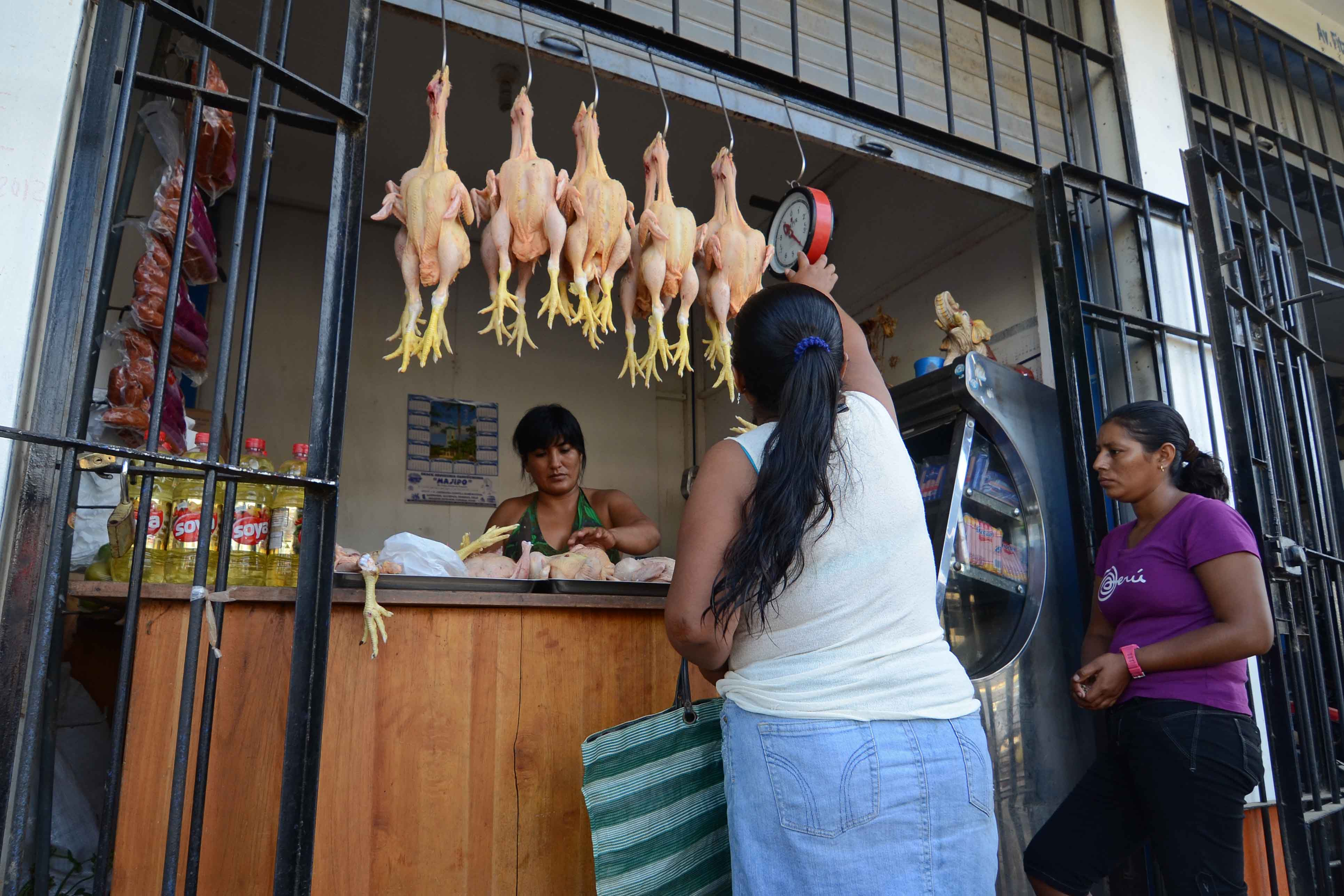
La producción de carne de pollo fue de los mercados más golpeados por el bloqueo. Siendo las granjas de Madre de Dios un proveedor de este insumo comestible hacia otras regiones del sur.

Pasado el 12 de enero, Puerto Maldonado empezó a sufrir desabastecimiento, comenzó con cosas incipientes, como la falta de la papa y arroz en los restaurantes, esta escasez de alimentos primarios se expandió a la carne de pollo, el agua y el combustible, las empresas regionales solo pudieron cubrir la demanda por un corto periodo. Ante la escasez los pocos productos que quedaban subieron el precio, que el habitante promedio de la ciudad y otras localidades no podía pagar. Se informó, que un galón de gasolina subió al precio de S/ 100, una botella de agua S/ 10, un kilo de papa S/  25, mientras que un kilo de alverja S/ 36.
Los balones de gas alcanzaron el precio de S/ 180 a 300. El mercado negro de productos provenientes de Bolivia y Brasil se incrementó. Los comerciantes informales aprovechaban la crisis para vender productos adulterados a precio exorbitante mediante el río Tahuamanu, cuerpo de agua que los manifestantes no podían bloquear. Personas que llegan al punto de bloqueo son obligados a pasar de pie y dejar sus movilidades, luego son los mismos manifestantes quienes les ofrecen transportarlos hacia el interior, mediante un pago de pasaje.
El 25 de enero, el gobernador Luis Otsuka Salazar comunicó del peligro de crisis alimentaria por el desabastecimiento en la región. Caretas en una nota periodista puso que los orfanatos y casas de reposo ya no contaban con alimentos o gas para funcionar. Los reclusos del centro penitenciario de Puerto Maldonado había reducido sus porciones alimenticias a solo arroz con pallares, aunque esto fue oficialmente negado por la gerencia del penal.
El bloqueo no permitía que el alimento para aves de corral llegue a la región, por lo que la crianza de 100.000 pollos semanales y la producción de 250 toneladas de carne blanca se vio afectada, estos animales no solo cubría la demanda de Madre de Dios, si no también de los departamentos de Cusco, Puno y Apurímac. El alimento de peces y los insumos para las piscigranjas y cultivo de papayas también sufrieron de forma similar que la industria avícola de la región, se informó que vainas de papaya que iban rumbo a Arequipa y Tacna se estaban pudriendo en Laberinto por el bloqueo.
El sector forestal no pudo cumplir con sus cuotas de exportación terrestre de madera en el mes de enero, se calcula que 500 trabajadores terminaron desempleados. Las empresas de turismo cancelaron sus programas de reserva hasta abril. La falta de cemento hizo que la industria de construcción se paralice.

## Respuesta gubernamental

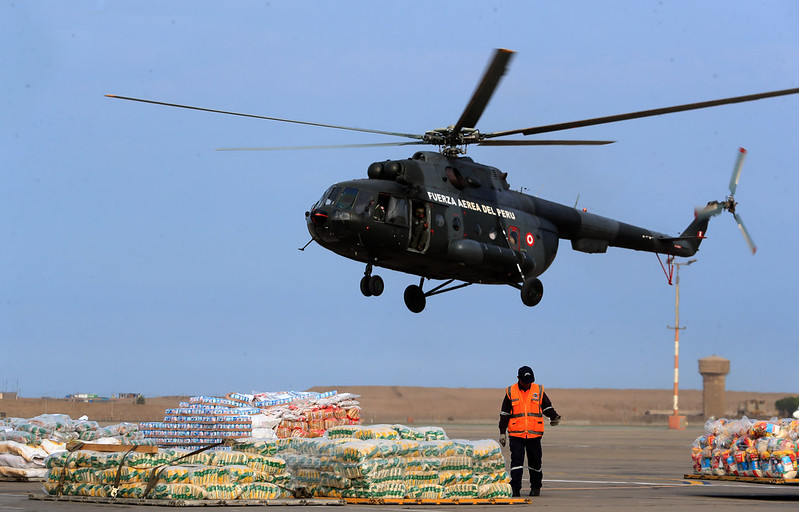
Envío de ayuda humanitaria a Puerto Maldonado desde el Callao, 9 de febrero.

### Fuerzas del orden
El gobierno de Dina Bolurte ordenó el traslado de 150 miembros de la Dinoes para apoyar a los bolsones de la PNP, también la región fue incluida en el Estado de emergencia el 15 de enero.
El 11 de febrero, la Policía Nacional del Perú y las Fuerzas Armadas del Perú iniciaron la intervención contra los asediadores entre los puntos de Laberinto y Mazuko, a 200 kilómetros de Puerto Maldonado.

### Ayuda humanitaria
El Gobierno Regional de Madre de Dios anunció que no puede costear el precio para realizar puentes aéreos, y notificó que estaba coordinando con el congresista Eduardo Salhuana para iniciar un puente aéreo con el Ministerio de Defensa. Andina lo describe de la siguiente manera:

La autoridad regional dijo que los costos por vuelo de unas 100 toneladas pueden alcanzar hasta los S/ 160,000 y se requieren de 4 a 5 vuelos diarios y eso es imposible de pagar por el Gobierno Regional de Madre de Dios.

Otsuka Salazar esperaba que la aviación de la Marina de Guerra del Perú logre transportar 9 toneladas de insumos para clorar el agua para que sea potable. El 23 de enero, el gobierno traslado desde el Grupo Aéreo N° 8 de la Base Aérea del Callao 13 toneladas de alimentos y productos para la región, 4 toneladas de ésta carga fue para Puerto Maldonado. El Ministerio de Defensa el 9 de febrero se llevó otras 26 toneladas.

## Enfrentamientos
En Puerto Maldonado se registraron saqueos y pillajes. La presencia de los mineros ilegales apoyando el bloque fue mostrada por Inforegion y El Comercio, en la que se mostraba mensajes de que muchos productos básicos estaban siendo re-transportados a La Pampa, que es una zona al sur de Madre de Dios en donde se desarrolla la minería ilegal. Los manifestantes tomaron a la fuerza el puente Billinghurst y localidades del distrito de Iberia, posiblemente porque Iberia, junto a Iñapari y Puerto Maldonado, son las principales localidades en donde la gente se concentraba para ir a traer productos desde Assis Brasil en Acre, Brasil.
La vivienda del gobernador fue atacada por los manifestantes el 27 de enero, el gobernador respondió al vandalismo disparando desde su segundo piso con un fusil. Esto ocurrió luego de que Otsuka fuese amenazado por los manifestantes tras reunirse con el primer ministro Alberto Otárola en Puerto Maldonado. La casa del congresista Eduardo Salhuana intento ser incendiada por los manifestantes como represalia.
Inforegion expresó que los manifestantes que participaban en el bloqueo no eran madrediosenses, si no, agricultores provenientes del distrito de San Gabán (provincia de Carabaya), departamento de Puno, junto a los mineros ilegales que ocupan el distrito de Laberinto. Habitantes naturales del distrito de Laberinto dijeron que son obligados por los manifestantes a realzar guardias en la zona de bloqueo bajo pena de tener que pagar cupos de 250 a 300 soles por negocio al no participar en el bloqueo.

### Amenaza de periodista
En enero de 2023, el Instituto Prensa y Sociedad denunció la amenaza al periodista Manuel Calloquispe. Calloquispe increpó que los manifestantes estaban relacionados con la minería ilegal de La Pampa, incluido su nuevo líder Brussi Elwis Apaza Vilcapaza.

### Choques en Laberinto y La Pampa
El 17 de enero, la Policía Nacional del Perú intento por sí misma liberar el tramo de Laberinto para el ingreso de insumos básicos, pero fracasaron en su intento.
El 11 de febrero, el gobierno de Dina Boluarte ordenó al Batallón de Ingeniería de la Sexta Brigada de Fuerzas Especiales del Ejército del Perú y a más de 600 efectivos de la Policía Nacional del Perú intervenir en la localidad de Laberinto, que es la principal vía hacia Puerto Maldonado. Muchos de los efectivos policiales desplegados a este operativo, también participaron en el desbloqueo de la Panamericana Sur y en los enfrentamientos en el Centro de Lima. El centro de operaciones de las fuerzas gubernamentales se ubicaron en el coliseo de Puerto Maldonado. Por otro lado se registraron enfrentamientos en La Pampa entre los manifestantes y mineros ilegales con fuerzas del ejército y policía. Los manifestantes de La Pampa intentaron socorren a Laberinto pero se vieron cercados por las fuerzas del orden. Al final tanto Laberinto como La Pampa cayeron bajo poder gubernamental. Esta operación conjunta para la toma de Laberinto y La Pampa fue el más grande desarrollado en Madre de Dios. En la operación participó la Fiscalía del Perú, más 300 efectivos policiales y un importante contingente de soldados de la Sexta Brigada de Fuerzas Especiales del Ejército.
La municipalidad de Tambopata comunicó que aun existían vías bloqueadas por manifestantes.

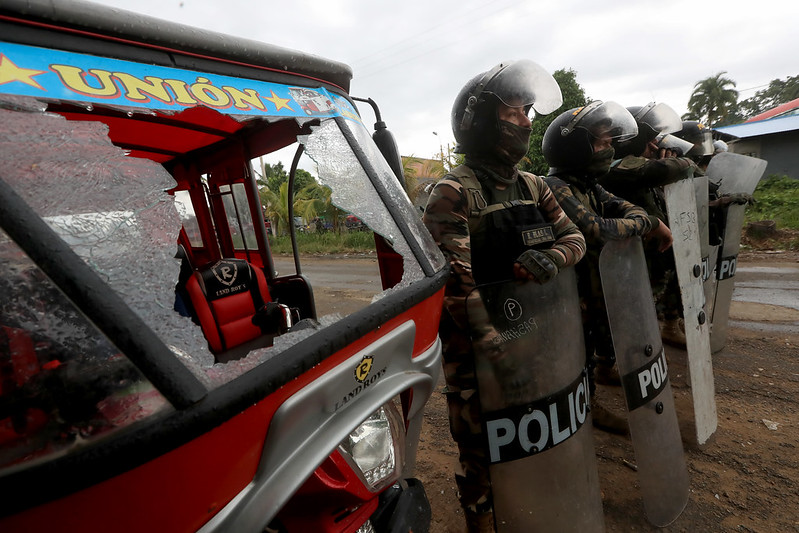
Policía peruana luego de enfrentamientos.
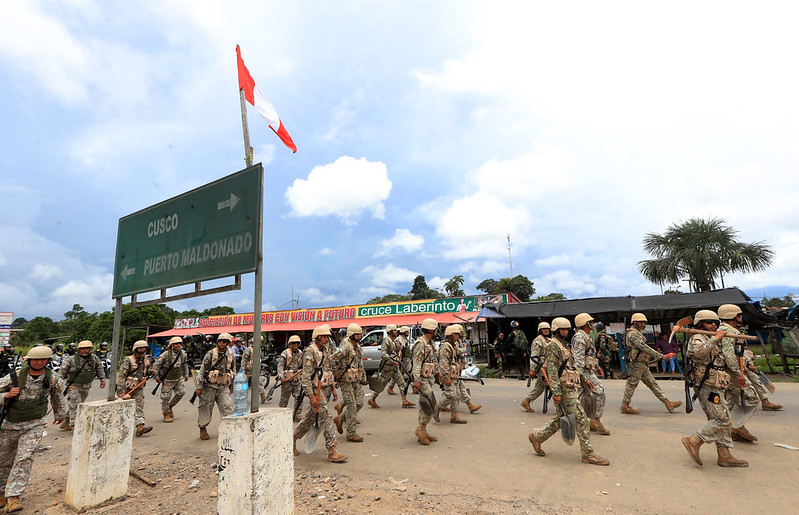
El ejército peruano ingresando a Laberinto.
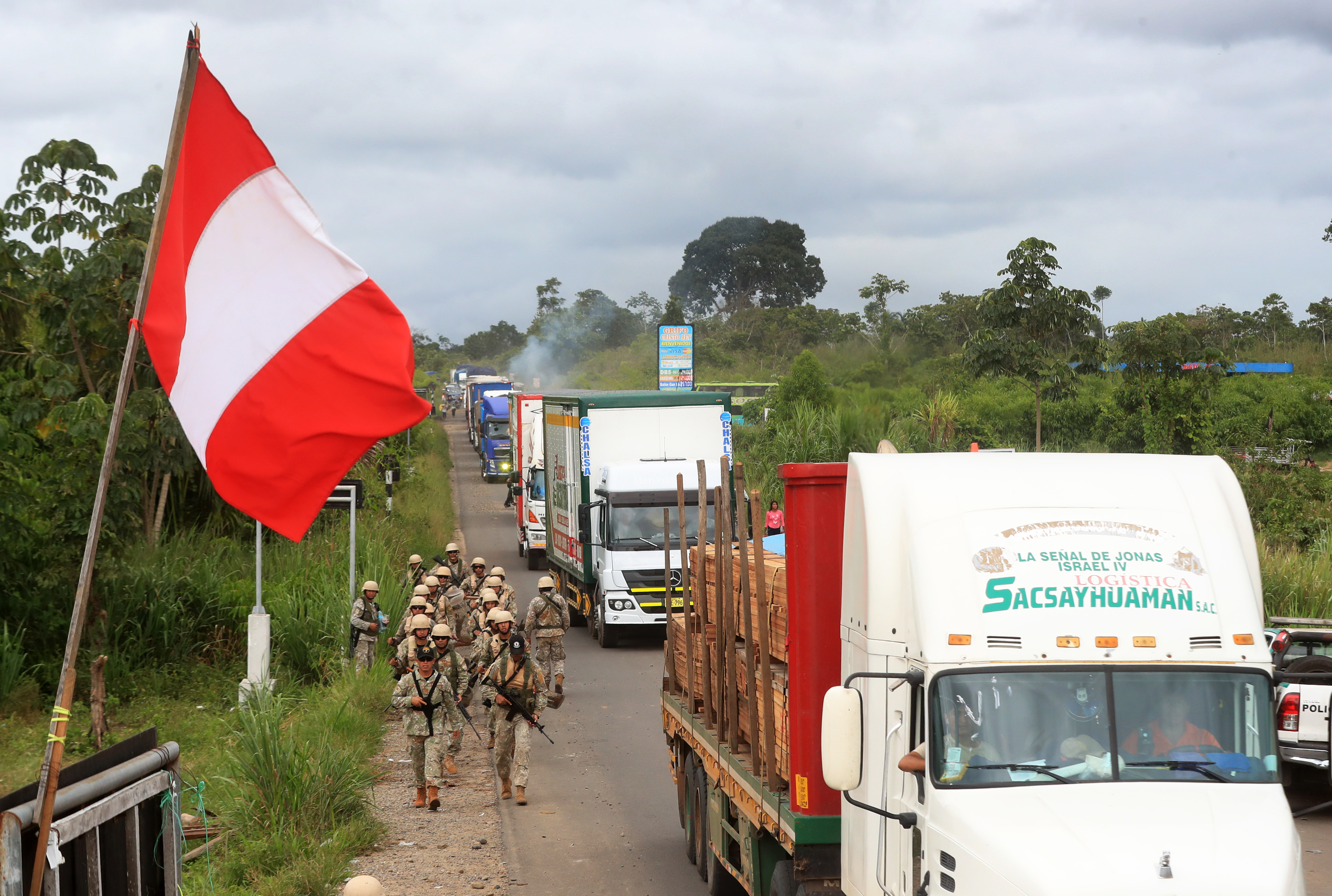
La carretera interoceánica librada de los manifestantes.

### Liberación de Puerto Maldonado
Pacificada Laberinto y partes de La Pampa, las fuerzas del orden se dirigieron a La Alameda, a las afueras de Puerto Maldonado, anteriormente en dicho lugar tres policías fueron golpeados tras ser tomado como rehenes. La División de Control de Disturbios venida desde Lima se encargó de esta labor, seis manifestantes fueron detenidos. El enfrentamiento de La Alameda dejó cuatro policías heridos por contusiones, y otros tres por golpe de objetos. Cuando la policía ingresó a la ciudad de Puerto Maldonado, recibieron insultos por parte de algunos pobladores, sin embargo, la masa popular apoyó a las fuerzas armadas. Finalmente la región fue liberada luego de un mes de estar tomada por los manifestantes.